# Weisenauer Brücke
Die Weisenauer Brücke ist eine von 1961 bis 1962 vom MAN Werk Gustavsburg erbaute, 900 Meter lange und insgesamt sechsstreifige Autobahnbrücke der A 60 zwischen Mainz-Weisenau und Ginsheim-Gustavsburg, die über den Rhein führt.
Sie ist eine der drei Straßenbrücken über den Rhein, die die am Rhein gelegene rheinland-pfälzische Landeshauptstadt Mainz mit Hessen verbinden. Die beiden anderen Straßenbrücken sind die rheinabwärts gelegene Theodor-Heuss-Brücke und die noch weiter rheinabwärts liegende Schiersteiner Brücke (A 643).
Die nächste Straßenbrücke rheinaufwärts ist die Nibelungenbrücke in Worms, die nächste Autobahnbrücke ist die Theodor-Heuss-Brücke (A6) bei Frankenthal.
Die Weisenauer Brücke ist die wichtigste Brücke von rheinhessischer Seite in den Ballungsraum Frankfurt am Main. Der Frankfurter Flughafen, der Deutsche Bank Park und die Frankfurter Messe sind über diese Brücke von Mainz aus gut zu erreichen.
Die dreifeldrige Strombrücke ist eine Stahlkonstruktion und 409,40 m lang. Die Stützweiten betragen in den Randfeldern 73,70 m und 131,76 m, im Hauptfeld 203,94 m.
Auf beiden Seiten gibt es einen kombinierten Fuß- und Radweg über den Rhein zwischen Mainz-Weisenau/Laubenheim und Ginsheim-Gustavsburg.

## Sanierung im Rahmen des Ausbaus Mainzer Ring

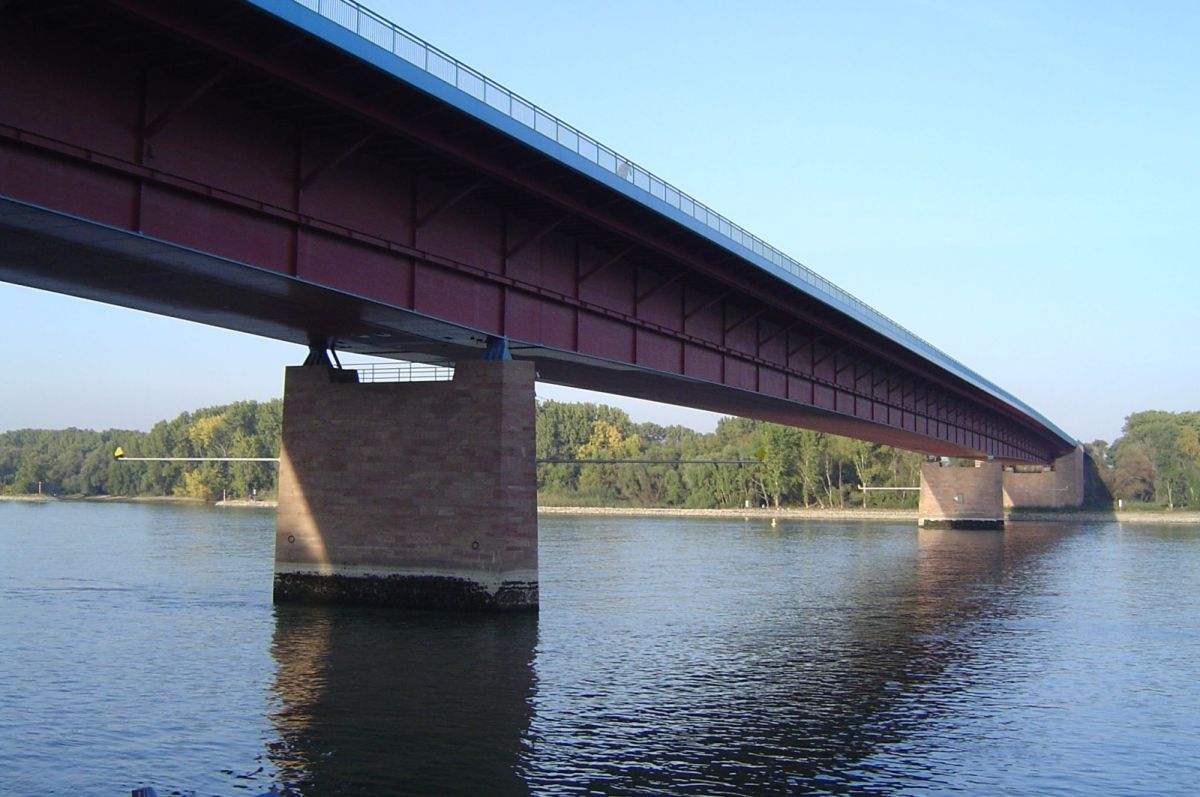
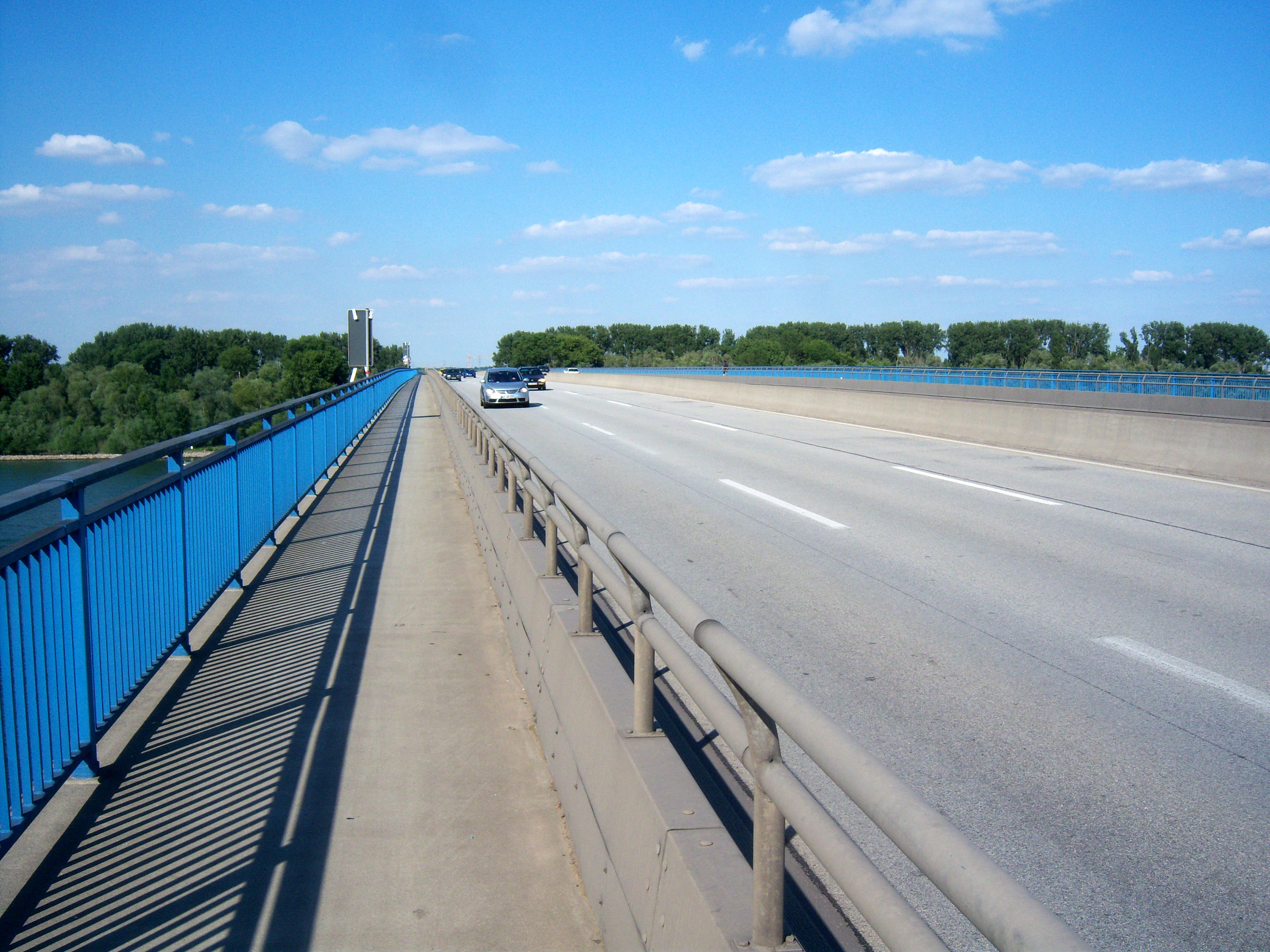

Die Sanierung und Erweiterung der Weisenauer Brücke ist seit Frühjahr 2003 abgeschlossen. Die unter Verwaltung des Landes Rheinland-Pfalz stehende Autobahnbrücke wurde in ihrer Tragkonstruktion verstärkt und um beiderseits 0,75 Meter verbreitert. Dies war notwendig, um sie auf sechs Fahrspuren erweitern zu können. Innen und außen erhielt sie einen neuen Korrosionsschutz. Ferner wurden die Abdichtung, der Fahrbahnbelag und die Dehnfugen erneuert. Durch die Erweiterung auf sechs Fahrstreifen wurde eine Verbesserung der Verkehrsführung zwischen den Anschlussstellen Mainz-Laubenheim und Ginsheim-Gustavsburg und eine Erhöhung der verkehrlichen Leistungsfähigkeit erreicht. Die Kosten beliefen sich auf rund 15,3 Mio. Euro (entspräche heute inflationsbedingt ungefähr 23,1 Mio. Euro).